# ブラームスの楽曲一覧
ブラームスの楽曲一覧（ブラームスのがっきょくいちらん）は、ヨハネス・ブラームス（1833 - 1897）の作品リストである。
- Op.（Opus）はブラームス自身が作品の発表の際に付した作品番号である。

- WoO.（Werke ohne Opuszahl）は「作品番号なし」を意味する。

## 作品番号順一覧
| Op   | 作品タイトル                                  | 作曲年代  | 編成                | 備考 |
| ---- | --------------------------------------------- | --------- | ------------------- | --- |
| 1    | ピアノソナタ第1番 ハ長調                      | 1852      | pf                  | |
| 2    | ピアノソナタ第2番 嬰ヘ短調                    | 1852      | pf                  | |
| 3    | 6つの歌曲                                     | 1852-53   | S/T,pf              | 第1曲 愛のまこと 第2曲 愛と春1 第3曲 愛と春2 第4曲 「イヴァン」の詩による歌 第5曲 見知らぬ土地で 第6曲 リート(やわらかなはずれの音よ) |
| 4    | スケルツォ 変ホ短調                           | 1851      | pf                  | |
| 5    | ピアノソナタ第3番 ヘ短調                      | 1853      | pf                  | |
| 6    | 6つの歌曲                                     | 1852-53   | S/T,pf              | 第1曲 スペインの歌 第2曲 春 第3曲 名残り 第4曲 歓呼(万歳) 第5曲 太陽に向かう雲のように 第6曲 夜うぐいすは羽ばたく |
| 7    | 6つの歌曲                                     | 1851-52   | 独唱,pf             | 第1曲 まことの愛 第2曲 誓い 第3曲 余韻 第4曲 民謡 第5曲 悲しみに沈む娘 第6曲 帰郷 |
| 8    | ピアノ三重奏曲第1番 ロ長調                    | 1854      | pf,vn,vc            | |
| 9    | シューマンの主題による変奏曲 嬰ヘ短調         | 1854      | pf                  | |
| 10   | 4つのバラード                                 | 1854      | pf                  | 第1番 ニ短調 第2番 ニ長調 第3番 ロ短調 第4番 ロ長調 |
| 11   | セレナード第1番 ニ長調                        | 1857      | Orch                | |
| 12   | アヴェ・マリア                                | 1858      | 女声cho,Orch/org    | |
| 13   | 埋葬の歌                                      | 1858      | 混声cho,管楽,tim    | 混声合唱、管楽とティンパニのための |
| 14   | 8つの歌曲とロマンス                           | 1858      | 独唱,pf             | 第1曲 窓辺で 第2曲 傷ついた若者 第3曲 マレーの殺害 第4曲 あるソネット 第5曲 別れ 第6曲 恋人のところへ 第7曲 セレナード 第8曲 あこがれ |
| 15   | ピアノ協奏曲第1番 ニ短調                      | 1859      | pf,Orch             | |
| 16   | セレナード第2番 イ長調                        | 1859      | Orch                | |
| 17   | 4つの歌                                       | 1859-60   | 女声cho,2hrn,hp     | 第1曲 高らかにハープの音が響く 第2曲 いざ来たれ、死よ 第3曲 花作り 第4曲 オシアンの「フィンガル」からの歌 |
| 18   | 弦楽六重奏曲第1番 変ロ長調                    | 1860      | 2vn,2va,2vc         | 4手ピアノ版あり |
| 19   | 5つの歌曲                                     | 1858      | 独唱,pf             | 第1曲 口づけ 第2曲 別離 第3曲 遠い国で 第4曲 鍛冶屋 第5曲 エオルスの竪琴に寄せて |
| 20   | 3つの二重唱曲                                 | 1858-60   | S,A,pf              | 第1曲 愛の道 1 第2曲 愛の道 2 第3曲 海 |
| 21-1 | 創作主題による11の変奏曲 ニ長調               | 1857      | pf                  | 『ピアノのための2つの変奏曲』として出版 |
| 21-2 | ハンガリー民謡の主題による14の変奏曲 ニ長調   | 1854      | pf                  | 『ピアノのための2つの変奏曲』として出版 |
| 22   | マリアの歌                                    | 1859      | 混声4部cho          | 混声4部合唱のための |
| 23   | シューマンの主題による変奏曲                  | 1861      | 4手pf               | |
| 24   | ヘンデルの主題による変奏曲とフーガ 変ロ長調   | 1861      | pf                  | |
| 25   | ピアノ四重奏曲第1番 ト短調                    | 1861      | pf,vn,va,vc         | |
| 26   | ピアノ四重奏曲第2番 イ長調                    | 1861      | pf,vn,va,vc         | |
| 27   | 詩篇第13『主よ、いかに永く我を忘れたもうや』  | 1859      | 女声cho,org/pf      | 弦楽の任意あり |
| 28   | 4つの二重唱曲                                 | 1860-62   | A,Br,pf             | 第1曲 修道女と騎士 第2曲 戸口の前で 第3曲 波はざわめく 第4曲 狩人とその恋人 |
| 29   | 2つのモテット                                 | 1860?     | 混声5部cho          | 第1曲 救いは我らのもとに 第2曲 神よ、私の中に清い心を創れ |
| 30   | 宗教的歌曲『惜しみなく与えよ』                | 1856      | 混声cho,org/pf      | P.フレミング詞 |
| 31   | 3つの四重唱曲                                 | 1859,63   | S,A,T,Bs,pf         | 第1曲 舞踏のための交唱歌 第2曲 からかい 第3曲 恋人のところへ |
| 32   | 9つの歌曲(ブラーテンとダウマーによる)         | 1864      | 独唱,pf             | 第1曲 私は不意に飛び起きた 第2曲 もうお前のところには行くまい 第3曲 私はさまよい歩く 第4曲 私のそばを流れ去った河 第5曲 忌々しい、お前はそうやって私をまた 第6曲 私が思い違いをしているとお前は言う 第7曲 ひどいことを言おうと思っているが 第8曲 私とあの子はこんな中 第9曲 わが妃よ、あなたは何と |
| 33   | ティークのマゲローネによるロマンス            | 1861-68   | 独唱,pf             | 全15曲 |
| 34   | ピアノ五重奏曲 ヘ短調                         | 1862-64   | pf,SQ               | |
| 35   | パガニーニの主題による変奏曲 イ短調           | 1862-63   | pf                  | |
| 36   | 弦楽六重奏曲第2番 ト長調                      | 1864-65   | 2vn,2va,2vc         | |
| 37   | 3つの宗教合唱曲                               | 1859?-63  | 女声cho             | 第1曲 おお、よきイエスよ 第2曲 私たちはあなたを奉る 第3曲 天の女王 |
| 38   | チェロソナタ第1番 ホ短調                      | 1862-65   | vc,pf               | |
| 39   | 16のワルツ                                    | 1865      | pf                  | ピアノのための |
| 40   | ホルン三重奏曲 変ホ長調                       | 1865      | hrn,vn,vc/pf        | |
| 41   | 5つの歌                                       | 1861-62   | 男声4部cho          | 第1曲 私は角笛を苦しみの谷間に鳴らす 第2曲 志願兵よいざ 第3曲 護衛兵 第4曲 行進 第5曲 警戒せよ |
| 42   | 3つの歌                                       | 1861      | 混声6部cho          | 第1曲 夕べのセレナーデ 第2曲 ヴィネータ 第3曲 ダルトゥラの墓場の歌 |
| 43   | 4つの歌曲                                     | 1857-64   | 独唱,pf             | 第1曲 永遠の愛について 第2曲 5月の歌 第3曲 嘆きの谷に角笛を吹く 第4曲 ファルケンシュタインの領主の歌 |
| 44   | 12の歌とロマンス                              | 1859-66   | 女声4部cho/pf       | ピアノ伴奏は任意 第1曲 愛の歌 第2曲 花婿 第3曲 舟歌 第4曲 問い 第5曲 水車小屋の娘 第6曲 若返りの泉 第7曲 ばらは咲き始めて 第8曲 山は険しく 第9曲 渓流のほとりの牧場 第10曲 そしてお前は教会の墓地へ行く 第11曲 花嫁 第12曲 3月の夜 |
| 45   | ドイツ・レクイエム                            | 1868      | S,Br,混声cho,Orch   | 全7曲。4手ピアノ版あり |
| 46   | 4つの歌曲                                     | 1868      | 独唱,pf             | 第1曲 花の冠 第2曲 ハンガリーの歌 第3曲 忘却の水を入れた盃 第4曲 夜鶯に寄せて |
| 47   | 5つの歌曲                                     | 1868      | 独唱,pf             | 第1曲 便り 第2曲 愛の炎 第3曲 日曜日 第4曲 おお、愛らしい頬よ 第5曲 恋する女の手紙 |
| 48   | 7つの歌曲                                     | 1868      | 独唱,pf             | 第1曲 恋しい人のもとへ 第2曲 心変わり 第3曲 愛の乙女の嘆き 第4曲 黄金は愛に勝る 第5曲 涙の中の慰め 第6曲 幸せも救いも私から去った 第7曲 秋の思い |
| 49   | 5つの歌曲                                     | 1864-68   | 独唱,pf             | 第1曲 日曜日の朝 第2曲 すみれに寄せて 第3曲 あこがれ 第4曲 子守歌 ("Wiegenlied") 第5曲 黄昏 |
| 50   | カンタータ『リナルド』                        | 1863-68   | T,男声cho,Orch      | 全7曲。 |
| 51   | 2つの弦楽四重奏曲                             | 1865頃-73 | SQ                  | 第1番 ハ短調 第2番 イ短調 |
| 52   | 18の愛の歌とワルツ                            | 1874      | S,A,T,Bs,4手pf      | |
| 53   | アルト・ラプソディ                            | 1869      | A,男声cho,Orch      | |
| 54   | 運命の歌                                      | 1868-71   | 混声cho,Orch        | 合唱は4部 |
| 55   | 勝利の歌                                      | 1870-71   | Br,混声cho,Orch/org | 合唱は8部 |
| 56a  | ハイドンの主題による変奏曲 変ロ長調           | 1873      | Orch                | |
| 56b  | ハイドンの主題による変奏曲 変ロ長調           | 1873      | 2pf                 | |
| 57   | ダウマーによる8つの歌曲                       | 1871      | 独唱,pf             | 第1曲 森に囲まれた丘から 第2曲 お前が微笑みさえすれば 第3曲 私は夢を見た 第4曲 ああ、この眼差しをそらして 第5曲 夜ごとの憧れのうちに 第6曲 時には穏やかな光が輝く 第7曲 真珠の首飾り 第8曲 風もそよがぬ和やかな空気 |
| 58   | 8つの歌曲                                     | 1871      | 独唱,pf             | 第1曲 目隠し鬼ごっこ 第2曲 雨の降る間 第3曲 気取った女 第4曲 おお来たれ、やさしい夏の夜よ 第5曲 憂い 第6曲 街の通りで 第7曲 夢は去り 第8曲 セレナード |
| 59   | 8つの歌曲と歌                                 | 1873      | 独唱,pf             | 第1曲 黄昏は天から下り 第2曲 湖上で 第3曲 雨の歌 第4曲 余韻 第5曲 アグネス 第6曲 さようなら、さようなら 第7曲 私の傷ついた心 第8曲 お前の青い瞳 |
| 60   | ピアノ四重奏曲第3番 ハ短調                    | 1873/74   | pf,vn,va,vc         | |
| 61   | 4つの二重唱曲                                 | 1874      | S,A,pf              | 第1曲 姉妹 第2曲 修道女 第3曲 自然の現象 第4曲 愛の使い |
| 62   | 7つの歌曲                                     | 1860-63   | 混声cho             | 第1曲 まんねんろう 第2曲 昔の恋の歌について 第3曲 森の歌 第4曲 お前のやさしい恋人 第5曲 私の胸の思いのすべて 第6曲 風が吹く 第7曲 幸福と祝福は私から去って |
| 63   | 9つの歌曲                                     | 1873-74   | 独唱,pf             | 全9曲 第1曲 春の慰め 第2曲 思い出 第3曲 ある肖像に 第4曲 鳩に寄せて 第5曲 青春の歌1 第6曲 青春の歌2 第7曲 郷愁1 第8曲 郷愁2 第9曲 郷愁3 |
| 64   | 3つの四重唱曲                                 | 1874      | S,A,T,Bs,pf         | 第1曲 故郷に 第2曲 夕べ 第3曲 問い |
| 65   | 新しい愛の歌 - 15のワルツ                     | 1875      | S,A,T,Bs,4手pf      | 全15曲 |
| 66   | 5つの二重唱曲                                 | 1875      | S,A,pf              | 第1曲 響き 1 第2曲 響き 2 第3曲 海辺にて 第4曲 狩人の歌 第5曲 気をつけろ |
| 67   | 弦楽四重奏曲第3番 変ロ長調                    | 1875      | SQ                  | |
| 68   | 交響曲第1番 ハ短調                            | 1876      | Orch                | |
| 69   | 9つの歌曲                                     | 1877      | 独唱,pf             | 第1曲 嘆き1 第2曲 嘆き2 第3曲 別れ 第4曲 恋人の誓い 第5曲 太鼓の歌 第6曲 海辺から 第7曲 海を越えて 第8曲 サロメ 第9曲 乙女の呪い |
| 70   | 4つの歌曲                                     | 1875-77   | 独唱,pf             | 第1曲 海辺の庭園に 第2曲 雲雀の歌 第3曲 セレナード 第4曲 夕べの雨 |
| 71   | 5つの歌曲                                     | 1877      | 独唱,pf             | 第1曲 春は優しい恋の季節 第2曲 月に寄せて 第3曲 ひめごと 第4曲 私に行って欲しいの? 第5曲 愛の歌 |
| 72   | 5つの歌曲                                     | 1877      | 独唱,pf             | 第1曲 昔の恋 第2曲 蜘蛛の糸 第3曲 おお、涼しい森よ 第4曲 失望(落胆) 第5曲 とてもかなわない |
| 73   | 交響曲第2番ニ長調                             | 1877      | Orch                | |
| 74   | 2つのモテット                                 | 1877      | 混声4部cho          | 第1曲 なぜに悩む者に光を与えたか 第2曲 おお救世主よ、天を開け |
| 75   | 4つのバラードとロマンス                       | 1877-78   | 二重唱,pf           | 第1曲 エドワード 第2曲 良い忠告 第3曲 こうして我らはさすらおう 第4曲 ワルプルギスの夜 |
| 76   | 8つの小品                                     | 1878      | pf                  | 第1曲 奇想曲(嬰ヘ短調) 第2曲 奇想曲(ロ短調) 第3曲 間奏曲(変イ長調) 第4曲 間奏曲(変ロ長調) 第5曲 奇想曲(嬰ハ短調) 第6曲 間奏曲(イ長調) 第7曲 間奏曲 (イ短調) 第8曲 奇想曲(ハ長調) |
| 77   | ヴァイオリン協奏曲ニ長調                      | 1878      | vn,Orch             | |
| 78   | ヴァイオリンソナタ第1番 ト長調『雨の歌』      | 1878-79   | vn,pf               | |
| 79   | 2つのラプソディ                               | 1879      | pf                  | 第1曲 ロ短調 第2曲 ト短調 |
| 80   | 大学祝典序曲                                  | 1880      | Orch                | |
| 81   | 悲劇的序曲                                    | 1880      | Orch                | |
| 82   | 哀悼の歌                                      | 1880-81   | 混声cho,Orch        | 『悲歌』とも |
| 83   | ピアノ協奏曲第2番 変ロ長調                    | 1878-81   | pf,Orch             | |
| 84   | 5つのロマンスと歌曲                           | 1881?     | 独唱,pf             | 第1曲 夏の夕べ 第2曲 花の輪 第3曲 果物畑で 第4曲 甲斐なきセレナーデ 第5曲 緊張 |
| 85   | 6つの歌曲                                     | 1882?     | 独唱,pf             | 第1曲 夏の夕べ 第2曲 月の光 第3曲 娘の歌 第4曲 さようなら! 第5曲 春の歌 第6曲 森の静寂の中で |
| 86   | 6つの歌曲                                     | 1879?     | 独唱,pf             | 第1曲 テレーゼ 第2曲 野の寂しさ 第3曲 夢遊病者 第4曲 荒野を越えて 第5曲 思いに沈んで 第6曲 死への憧れ |
| 87   | ピアノ三重奏曲第2番ハ長調                     | 1880-82   | pf,vn,vc            | |
| 88   | 弦楽五重奏曲第1番 ヘ長調                      | 1882      | 2vn,2va,vc          | |
| 89   | 運命の女神たちの歌                            | 1882      | 混声cho,Orch        | |
| 90   | 交響曲第3番 ヘ長調                            | 1883      | Orch                | |
| 91   | 2つの歌曲                                     | 1864?-84  | A,va,pf             | 第1曲 満たされた憧れ 第2曲 聖なる子守歌 |
| 92   | 4つの四重唱                                   | 1877,84   | S,A,T,Bs,pf         | 第1曲 おお、美しい夜 第2曲 晩秋 第3曲 夕べの歌 第4曲 なぜ? |
| 93a  | 6つの歌曲とロマンス                           | 1883      | 混声cho             | 第1曲 せむしのヴァイオリン弾き 第2曲 乙女 第3曲 おお、心地よい5月 第4曲 さようなら 第5曲 鷹 第6曲 気がかり |
| 93b  | 食卓の歌『女性への感謝』                      | 1884      | 混声6部cho,pf       | アイヒェンドルフ詞 |
| 94   | 5つの歌曲                                     | 1884?     | 独唱,pf             | 第1曲 40歳ともなれば 第2曲 立ちのぼれ、愛する影よ 第3曲 私の心は重く 第4曲 サッフォー頌歌 第5曲 家もなく、故郷もなく |
| 95   | 7つの歌曲                                     | 1884?     | 独唱,pf             | 第1曲 乙女 第2曲 私の思いはあなたの許へ 第3曲 別れの時に 第4曲 狩人 第5曲 早まった誓い 第6曲 乙女の愛 第7曲 あなたに捧げたものは美しかった |
| 96   | 4つの歌曲                                     | 1884      | 独唱,pf             | 第1曲 死、それは清々しい夜 第2曲 我らはさまよった 第3曲 花は見ている 第4曲 航海 |
| 97   | 6つの歌曲                                     | 1884-85   | 独唱,pf             | 第1曲 夜うぐいす 第2曲 船の上で 第3曲 誘惑 第4曲 あそこの牧場で 第5曲 すぐ来て 第6曲 別れ |
| 98   | 交響曲第4番 ホ短調                            | 1885      | Orch                | |
| 99   | チェロソナタ第2番 ヘ長調                      | 1886      | vc,pf               | |
| 100  | ヴァイオリンソナタ第2番 イ長調                | 1886      | vn,pf               | |
| 101  | ピアノ三重奏曲第3番 ハ短調                    | 1886      | pf,vn,vc            | |
| 102  | ヴァイオリンとチェロのための二重協奏曲 イ短調 | 1887      | vn,vc,Orch          | |
| 103  | ジプシーの歌                                  | 1887      | S,A,T,Bs,pf         | 全11曲 |
| 104  | 5つの歌                                       | 1886?-88  | 混声cho             | 第1曲 夜警1 第2曲 夜警2 第3曲 最後の幸福 第4曲 失われた青春 第5曲 秋に |
| 105  | 低い声のための5つの歌曲                       | 1886      | 独唱,pf             | 第1曲 歌の調べのように私をよぎる 第2曲 私のまどろみはますます浅く 第3曲 嘆き 第4曲 教会の墓地にて 第5曲 裏切り |
| 106  | 5つの歌曲                                     | 1886      | 独唱,pf             | 第1曲 セレナード 第2曲 湖上で 第3曲 菩提樹に霜が降りて 第4曲 私の歌 第5曲 さすらい人 |
| 107  | 5つの歌曲                                     | 1886      | 独唱,pf             | 第1曲 驕る女に 第2曲 サラマンダー 第3曲 乙女は語る 第4曲 猫柳 第5曲 乙女の歌 |
| 108  | ヴァイオリンソナタ第3番 ニ短調                | 1886      | vn,pf               | |
| 109  | 祭典と記念の格言                              | 1888      | 混声cho             | 8部合唱曲 |
| 110  | 3つのモテット                                 | 1889      | 二重混声4部cho      | 第1曲 私は卑しめられ 第2曲 ああ、哀れな世よ 第3曲 我らが苦しみの極みにあるとき |
| 111  | 弦楽五重奏曲第2番 ト長調                      | 1890      | SQ,va               | |
| 112  | 6つの四重唱曲                                 | 1888-91   | S,A,T,Bs,pf         | 第1曲 憧れ 第2曲 夜に 第3曲 天は明るく澄み渡っている 第4曲 ばらの赤いつぼみが 第5曲 いらくさが道端に生えている 第6曲 可愛いつばめ、小さなつばめ |
| 113  | 13のカノン                                    | 1863      | 女声cho             | |
| 114  | クラリネット三重奏曲 イ短調                   | 1891      | cl/va,pf,vc         | |
| 115  | クラリネット五重奏曲 ロ短調                   | 1891      | cl,2vn,va,vc        | |
| 116  | 7つの幻想曲                                   | 1892      | pf                  | 第1曲 奇想曲(ニ短調) 第2曲 間奏曲(イ長調) 第3曲 奇想曲(ト短調) 第4曲 間奏曲(ホ長調) 第5曲 間奏曲(ホ短調) 第6曲 間奏曲(ホ長調) 第7曲 奇想曲(ニ短調) |
| 117  | 3つの間奏曲                                   | 1892      | pf                  | |
| 118  | 6つの小品                                     | 1893      | pf                  | 第1曲 間奏曲(イ短調) 第2曲 間奏曲(イ長調) 第3曲 バラード(ト短調) 第4曲 間奏曲(ヘ短調) 第5曲 ロマンス(ヘ長調) 第6曲 間奏曲(変ロ短調) |
| 119  | 4つの小品                                     | 1893      | pf                  | 第1曲 間奏曲(ロ短調) 第2曲 間奏曲(ホ短調) 第3曲 間奏曲(ハ長調) 第4曲 ラプソディ(変ホ長調/変ホ短調) |
| 120  | 2つのクラリネットソナタ                       | 1894      | cl,pf               | |
| 121  | 4つの厳粛な歌                                 | 1896      | Bs,pf               | ルター訳の聖書の詞による 第1曲 世の人に挑むなら 第2曲 私は全ての虐げを見た 第3曲 おお死よ、何と苦痛に満ちたものか 第4曲 たとえ私が、人々、天使の言葉で語ろうとも |
| 122  | 11のコラール前奏曲                            | 1896      | org                 | 第1曲 Mein Jesu, der du mich 第2曲 Herzliebster Jesu, was hast du verbrochen 第3曲 O Welt, ich muss dich lassen 第4曲 Herzlich tut mich erfreuen 第5曲 Schmücke dich, o Liebe Seele 第6曲 O wie selig seid ihr doch, ihr Frommen 第7曲 O Gott, du frommer Gott 第8曲 Es ist ein Ros' entsprungen 第9曲 Herzlich tut mich verlangen 第10曲 Herzlich tut mich verlangen(第2版) 第11曲 O Welt, ich muss dich lassen(第2版) |

## 作品番号なし
| WoO | 作品タイトル                                 | 作曲年代   | 編成         | 備考                                                 |
| --- | -------------------------------------------- | ---------- | ------------ | ---------------------------------------------------- |
| 1   | ハンガリー舞曲                               | 1869       | 4手pf        | 後に管弦楽編曲                                       |
| 2   | スケルツォ ハ短調(F.A.Eソナタ)               | 1853       | vn,pf        | 『F.A.Eソナタ』の第3楽章                             |
| 3   | 2つのガヴォット                              | 1855頃     | pf           |                                                      |
| 4   | 2つのジーグ                                  | 1855       | pf           |                                                      |
| 5   | 2つのサラバンド                              | 1854/55    | pf           |                                                      |
| 6   | 51の練習曲                                   | 1850-93    | pf           |                                                      |
| 7   | コラール前奏曲とフーガ イ短調                | 1858頃     | org          | 『おお悲しみよ、おお心の苦しみよ』による             |
| 8   | フーガ 変イ短調                              | 1856       | org          | オルガンのための                                     |
| 9   | 前奏曲とフーガ イ短調                        | 1856       | org          | オルガンのための                                     |
| 10  | 前奏曲とフーガ ト短調                        | 1857       | org          | オルガンのための                                     |
| 11  | J.S.バッハ:チェンバロ協奏曲第1番のカデンツァ | ?          | pf           | 第3楽章のための                                      |
| 12  | ベートーヴェン:ピアノ協奏曲第4番のカデンツァ | 1855?      | pf           | 第1楽章と第3楽章のための                             |
| 13  | モーツァルト:ピアノ協奏曲第17番のカデンツァ  | 1857-59    | pf           | 第1楽章と第2楽章のための                             |
| 14  | モーツァルト:ピアノ協奏曲第20番のカデンツァ  | 1855/56    | pf           | 第1楽章のための                                      |
| 15  | モーツァルト:ピアノ協奏曲第24番のカデンツァ  | 1861       | pf           | 第1楽章のための                                      |
| 16  | 小結婚カンタータ                             | 1874       | cho(4声),pf  |                                                      |
| 17  | キリエ ト短調                                | 1856       | cho,BC       |                                                      |
| 18  | ミサ・カノニカ ハ長調                        | 1856       | 混声cho      |                                                      |
| 19  | 君のやさしい恋人                             | 1860       | 女声cho(4声) |                                                      |
| 20  | 聖なる大地の暗き深みに                       | 1880頃     | 混声cho      |                                                      |
| 21  | 月夜                                         | 1853頃     | 4声,pf       | アイヒェンドルフ詞                                   |
| 22  | 5つのオフェーリアの歌                        | 1873       | 独唱,pf      | 『ハムレット』から                                   |
| 23  | 雨の歌                                       | 1872       | 独唱,pf      |                                                      |
| 24  | カノン『愛の神は無慈悲にも私を知っている』   | 1863以前   | 女声cho(4声) |                                                      |
| 25  | カノン『春は私に微笑まず』                   | 1877/81頃  | 女声cho(4声) | 『私に微笑む春はない』とも                           |
| 26  | カノン『おお、いかにやさしく』               | 1881頃     | 女声cho(4声) |                                                      |
| 27  | カノン『格言(この欺瞞の世界で)』             | 1854/55?   | 女声cho(4声) |                                                      |
| 28  | カノン『響け、安らぎの調べよ』               | 1859/61?   | 女声cho(4声) | 1871頃改訂                                           |
| 29  | カノン『いつ』                               | 1881/3頃   | 女声cho(2声) |                                                      |
| 30  | カノン『煙に』                               | 1860-70頃? | 4声          | 異稿あり                                             |
| 31  | 子供のための14の民謡                         | 1857       | 独唱,pf      |                                                      |
| 32  | 28のドイツ民謡集                             | 1858       | 独唱,pf      |                                                      |
| 33  | 49ドイツ民謡集                               | 1893/4     | 独唱,pf      |                                                      |
| 34  | 14のドイツ民謡集                             | 1864       | 混声cho      |                                                      |
| 35  | 12のドイツ民謡集                             | 1858?-64?  | 混声cho(4声) |                                                      |
| 36  | 8つのドイツ民謡集                            | 1859-62    | 混声cho(4声) |                                                      |
| 37  | 16のドイツ民謡集                             | 1859-62    | 女声cho(4声) | 合唱は3声の任意あり                                  |
| 38  | 20のドイツ民謡集                             | 1859-62    | 女声cho(4声) | 合唱は3声の任意あり                                  |
|     | ポスティヨンの夜の歌                         | 1847-52    | 男声cho(4声) | 詞・ヴィルヘルム・ミュラー。2010年ツェレで発見・演奏 |
|     | 黄金の橋                                     | 1853       | 声cho(4声)   | 詞・エマヌエル・ガイベル。2010年ツェレで発見・演奏   |

## 付録番号(編曲、他)

### Anh.Ⅰa
| Anh.Ⅰa | 作品タイトル                     | 作曲年代    | 編成      | 備考                                               |
| ------ | -------------------------------- | ----------- | --------- | -------------------------------------------------- |
| 1      | 5つの練習曲                      | 1852-62以降 | pf        |                                                    |
| 2      | ガヴォット イ長調                | 1868        | pf        | グルックのオペラ『オーリドのイフィジェニー』の編曲 |
| 3      | ヨアヒム:序曲『ハムレット』      | 1853/54     | 4手pf     | 未出版                                             |
| 4      | ヨアヒム:序曲『デメトリウス』    | 1856        | 2pf       | 未出版                                             |
| 5      | ヨアヒム:序曲『ヘンリー4世』     | 1855        | 2pf       |                                                    |
| 6      | シューベルト:レントラー          | 1869頃      | 2pf/4手pf | D366(2pf)とD814(4手pf)の編曲                       |
| 7      | シューマン:ピアノ五重奏曲(Op.44) | 1854        | pf        |                                                    |

### Anh.Ⅱa
| Anh.Ⅱa | 作品タイトル                   | 作曲年代 | 編成    | 備考                                             |
| ------ | ------------------------------ | -------- | ------- | ------------------------------------------------ |
| 1      | アダージョとスケルツォ         | 1878     | vn,Orch | ヴァイオリン協奏曲の中間楽章として作曲。後に破棄 |
| 2      | 交響曲                         | 1854-55  | 2pf     | ピアノ協奏曲第1番の初期の稿。後に破棄            |
| 3      | 序曲 ヘ長調                    | 1880?    | Orch    | 破棄                                             |
| 5      | 弦楽四重奏曲 ロ短調(変ロ長調?) | 1853以前 | SQ      | 破棄                                             |
| 8      | ヴァイオリンソナタ イ短調      | 1853以前 | vn,pf   | 破棄                                             |
| 15     | ピアノソナタ ト短調            | 1840?    | pf      | 破棄/紛失                                        |

### Anh.Ⅲ
| Anh.Ⅲ | 作品タイトル           | 作曲年代 | 編成      | 備考                                     |
| ----- | ---------------------- | -------- | --------- | ---------------------------------------- |
| 1     | 讃歌                   | 1853     | 2vn,cb/vc | 「偉大なヨアヒムのために」と記されている |
| 8     | ナポリ風カンツォネッタ | 1882     | 独唱,pf   |                                          |
| 13    | 水車小屋の娘           | 1850?    | 独唱,pf   |                                          |

### Anh.Ⅳ
| Anh.Ⅳ | 作品タイトル          | 作曲年代  | 編成     | 備考                                |
| ----- | --------------------- | --------- | -------- | ----------------------------------- |
| 5     | ピアノ三重奏曲 イ長調 | ?         | pf,vn,vc | 筆写譜のみ発見。真作か?             |
| 6     | ロシアの思い出        | 1852以前? | 4手pf    | G.W.マルクス名義。真作の可能性あり? |